# Urashimea
Urashimea is een geslacht van neteldieren uit de familie van de Halimedusidae.

## Soort
- Urashimea globosa Kishinouye, 1910